# Rumanov štít
Der Rumanov štít (deutsch Ruman-Spitze, ungarisch Ruman-csúcs, polnisch Rumanowy Szczyt) ist ein doppelgipfliger, 2428 m n.m. hoher Berg im slowakischen Teil der Hohen Tatra.
Der basteiförmige Berg befindet sich am Hauptkamm der Hohen Tatra, zwischen der nordwestlich gelegenen Scharte Gánkova štrbina (Ganek-Scharte) und dem folgenden Berg Gánok (Ganek) und der südöstlichen Scharte Vyšná Zlobná štrbina (Obere Abgrundscharte) mit dem nächsten Berg Zlobivá (Martaspitze). Der Rumanov štít hat zwei Gipfel, den nordwestlichen Hauptgipfel und den 2419 m n.m. hohen südöstlichen Nebengipfel, die durch die Scharte Rumanova štrbina getrennt sind. Im Westen grenzt der Berg an das Tal Rumanova dolinka als Teil des Tals Zlomiská, im Osten an das Tal Kačacia dolina im Talsystem der Bielovodská dolina.
Der Namensgeber ist der slowakische Bergführer Ján Ruman-Driečny d. J. aus Štôla, der das gesamte Talsystem der Mengusovská dolina sehr gut kannte. Am 3. September 1874 bestieg er mit Moritz von Déchy und Martin Spitzkopf-Urban zum ersten Mal den nahen Berg Vysoká (deutsch Tatraspitze). Déchy wollte Rumans Namen in der Tatra-Nomenklatur ehren, da der Name der Vysoká aber bereits fest etabliert war, konnte er über den Ungarischen Karpathenverein die Benennung des bisher namenlosen Bergs unweit von Vysoká nach Ruman durchsetzen. Anschließend erhielt das bisher namenlose Tal Rumanova dolinka mit dem Bergsee Rumanovo pliesko seinen Namen. Die Erstbesteigung von Rumanov štít führten am 27. September 1902 die polnischen Bergsteiger Janusz Chmielowski, Klemens Bachleda und Jan Bachleda Tajber durch, die erste Winterbesteigung folgte am 11. April 1914 durch Alfréd Grósz und Ferdinand Zuber.
Der Rumanov štít liegt abseits der offiziellen Wanderwege, ist jedoch für Mitglieder alpiner Vereine oder mit einem Bergführer z. B. durch einen Pfad von der Berghütte Chata pri Popradskom plese durch das Tal Zlomiská erreichbar. Von Interesse für Kletterer ist vor allem die 600 m hohe Nordostwand, die zum ersten Mal 1927 erklettert wurde.